# Batarà fosc
El batarà fosc (Thamnophilus bridgesi) és una espècie d'ocell de la família dels tamnofílids (Thamnophilidae).

## Hàbitat i distribució
Viu entre la malesa del bosc, matolls, vegetació secundària i manglars de les terres baixes del Pacífic fins als 1100 m a l'oest de Costa Rica i de Panamà.